# (23318) Salvadorsanchez
(23318) Salvadorsanchez est un astéroïde de la ceinture principale.

## Description
(23318) Salvadorsanchez est un astéroïde de la ceinture principale. Il fut découvert le 20 janvier 2001 à Ametlla de Mar par Jaume Nomen. Il présente une orbite caractérisée par un demi-grand axe de 3,20 UA, une excentricité de 0,07 et une inclinaison de 12,1° par rapport à l'écliptique.

## Compléments